# Kotobank
Kotobank (コトバンク) é uma enciclopédia online gratuita em japonês, listando entradas de várias enciclopédias, dicionários e glossários. O site, lançado em 2009, é publicado por Asahi Shinbun e Voyage Group. 

## História
O website foi lançado a 23 de Abril de 2009 pelo jornal Asahi Shinbun em parceria com Kōdansha e Shōgakukan editoras e EC Navi. Uma versão smartphone foi lançada em Julho de 2010. Em Dezembro de 2013, foi concluída uma parceria com o Yahoo! em japonês.
O site é gratuito e financiado por publicidade. Quando foi lançada, a editora esperava gerar 100 milhões de ienes em receitas no primeiro ano.

## Conteúdo
No lançamento, o Kotobank lista 44 dicionários ou enciclopédias, 99 em Março de 2011, e 119 em Dezembro de 2013 para aproximadamente 1,45 milhões de entradas.
Para os dicionários japonês-português (日葡辞典), são utilizados o Dicionário gendai Japonês-Português (現代日葡辞典) e o Dicionário Progressivo de Português (プログレッシブ ポルトガル語辞典 ポルトガル語・日本語の部). estes estão também disponíveis online gratuitamente. Estão também disponíveis gratuitamente em linha.